# ChibiOS/RT
ChibiOS/RT è un sistema operativo real-time molto compatto ed efficiente progettato per applicazioni embedded. Il sistema supporta diverse architetture ed è distribuito sotto la licenza GPL3.
Il Kernel supporta una varietà di meccanismi come: multithreading, timer software, semafori, mutex, variabili condizionali, messaggi, sorgenti di evento, code, I/O sincrono o asincrono con possibilità di timeout.
Le architetture supportate includono:
- Intel 80386
- ARM7
- ARM Cortex-M0/M3/M4
- PowerPC
- STM8
- Atmel AVR
- Texas Instruments MSP430

Il kernel include applicazioni dimostrative per processori LPC11xx, LPC13xx, LPC214x, AT91SAM7X, STM32F103x, MSP430F1611, MegaAVR e molti altri. È anche possibile far funzionare il kernel in un processo Win32 o Linux in una modalità di emulazione I/O, questo consente di sviluppare applicazioni senza dover utilizzare alcun hardware.